# Tabu (1999)
Tabu (japanska: 御法度, Gohatto) är en japansk film från 1999, skriven och regisserad av Nagisa Oshima. Filmen hade premiär den 18 december 1999 i Japan och visades i tävlingskategorin vid Filmfestivalen i Cannes 2000.

## Handling
Filmen utspelar sig i Kyoto under våren 1865, i templet Nishi-Honganji rekryterar Shinsengumi nya samurajer under övervakning av kommendant Kondo och kapten Hijikata. Kandidaterna testas genom att de får försöka besegra gardets bäste krigare, Soji Okita. De två män som väljs ut är Hyozo Tashiro, en lågt rankad samuraj från Kurumeklanen och Sozaburo Kano, en vacker ung man som Tashiro direkt blir attraherad av.

## Medverkande
| Takeshi Kitano   | – kapten Tashizo Hijikata  |
| Ryuhei Matsuda   | – samurajen Sozaburo Kano  |
| Shinji Takeda    | – löjtnant Soji Okita      |
| Tadanobu Asano   | – samurajen Hyozo Tashiro  |
| Koji Matoba      | – samurajen Heibei Sugano  |
| Tommies Masa     | – Jo Yamazaki              |
| Masatoh Eve      | – Koshitaro Ito            |
| Uno Kanda        | – geishan Nishikigi-Dayu   |
| Kazuko Yoshiyuki | – betjänten Omatsu         |
| Tomorowo Taguchi | – samurajen Tojiro Yuzawa  |
| Yoichi Sai       | – kommendant Isami Kondo   |
| Jiro Sakagami    | – löjtnant Genzaburo Inoue |
| Zakoba Katsura   | – Wachigaiya               |
| Kei Sato         | – berättaren               |

## Mottagande
Tabu har fått blandad kritik, på Rotten Tomatoes har filmen betyget 65%, och på Metacritic har den betyget 75 av 100, baserat på 17 recensioner.
Roger Ebert beskrev filmen som "en inte helt lyckad film, men inte heller tråkig," mer positiv var Peter Bradshaw på The Guardian som beskrev Tabu som "en film som för vissa kommer att vara förskräckande ogenomtränglig, men som otvetydigt är ett verk av en mästerfilmskapare och ett enormt besynnerligt och charmigt verk."

### Engelska originalcitat
1. ↑  ""Taboo" is not an entirely successful film, but it isn't boring."
2. ↑  Gohatto is a film which for some will be dismayingly impenetrable, but it is unmistakably the work of a master film-maker and a work of enormous strangeness and charm."